# RMS Carpathia
RMS Carpathia var ett ångfartyg byggt för linjetrafik mellan Europa och Amerika. Fartyget byggdes av skeppsvarvet Swan Hunter & Wigham Richardson i Storbritannien och gjorde sin jungfruresa 1903. Fartyget är mest känt för att hon räddade överlevande från Titanic den 15 april 1912. Carpathia var då på väg från New York i USA till staden Fiume i Österrike-Ungern, dagens Rijeka i Kroatien. 

## Titanickatastrofen
Natten mellan den 14 och 15 april (tid okänd) 1912 mottog Carpathias telegrafist ett nödmeddelande från Titanic, där man talade om att man gått på ett isberg och behövde hjälp omgående. Carpathia satte kurs mot olycksplatsen. Fartyget hade en högsta hastighet av 14 knop, men denna natt lyckades man pressa upp henne till 17 knop. Klockan fyra på morgonen, omkring två timmar efter att Titanic sjunkit anlände Carpathia till olycksplatsen och räddade alla de 712 överlevande i livbåtarna.

## Sänkning
Carpathia användes som amerikanskt trupptransportfartyg till Europa under första världskriget. Bland trupperna fanns Frank Buckles, den siste överlevande amerikanske veteranen från kriget. Hon var del av en konvoj när fartyget torpederades den 17 juli 1918 utanför Irlands kust av den tyska ubåten U-55. Carpathia fick babord slagsida och sjönk med fören först. 157 passagerare och besättningsmän räddades av HMS Snowdrop följande dag. Sista skymten av henne var klockan 02:45 då hennes akter försvann under ytan.

## Bildgalleri

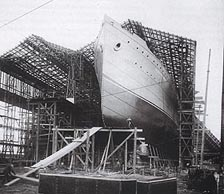
Carpathia inför sjösättningen.
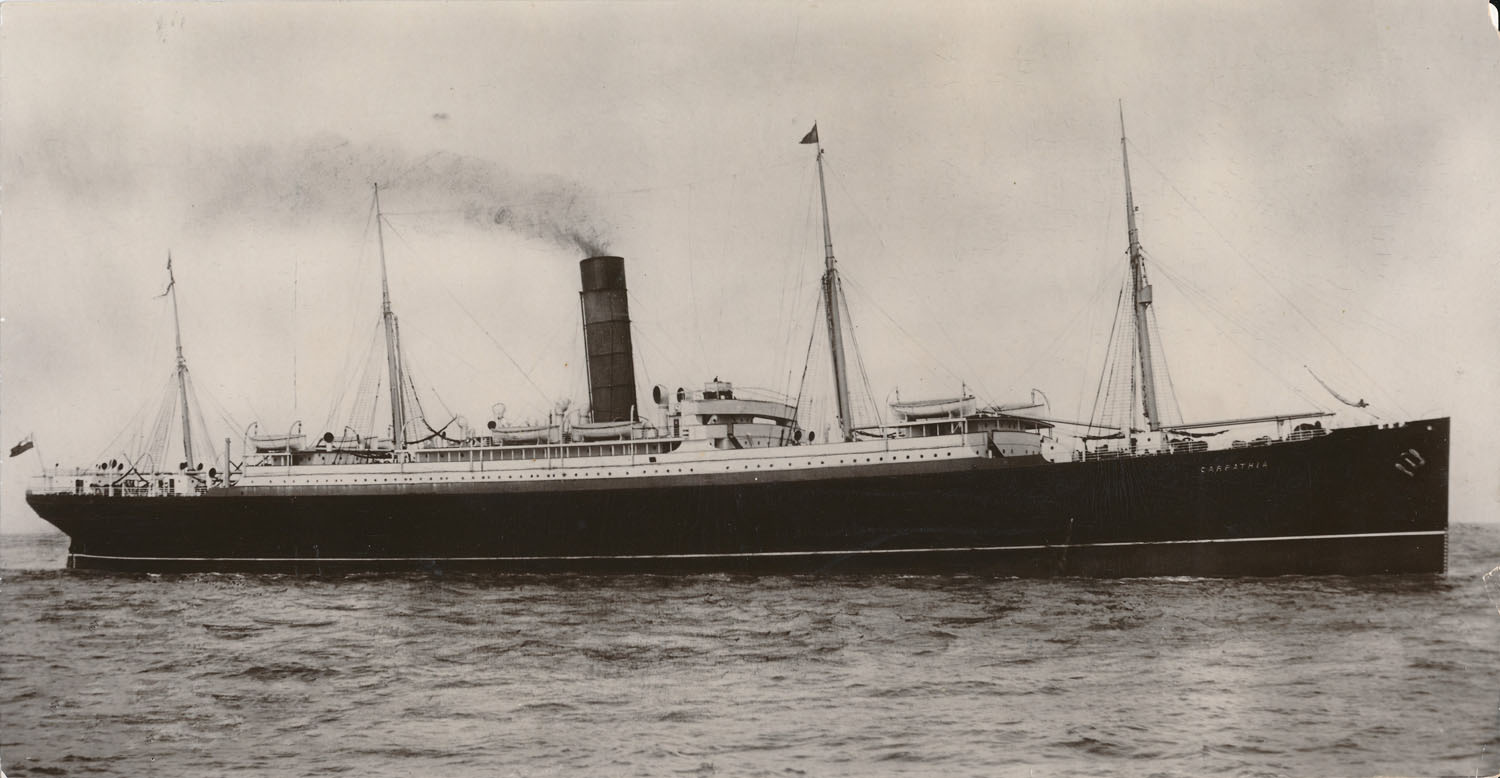
Carpathia under färd.
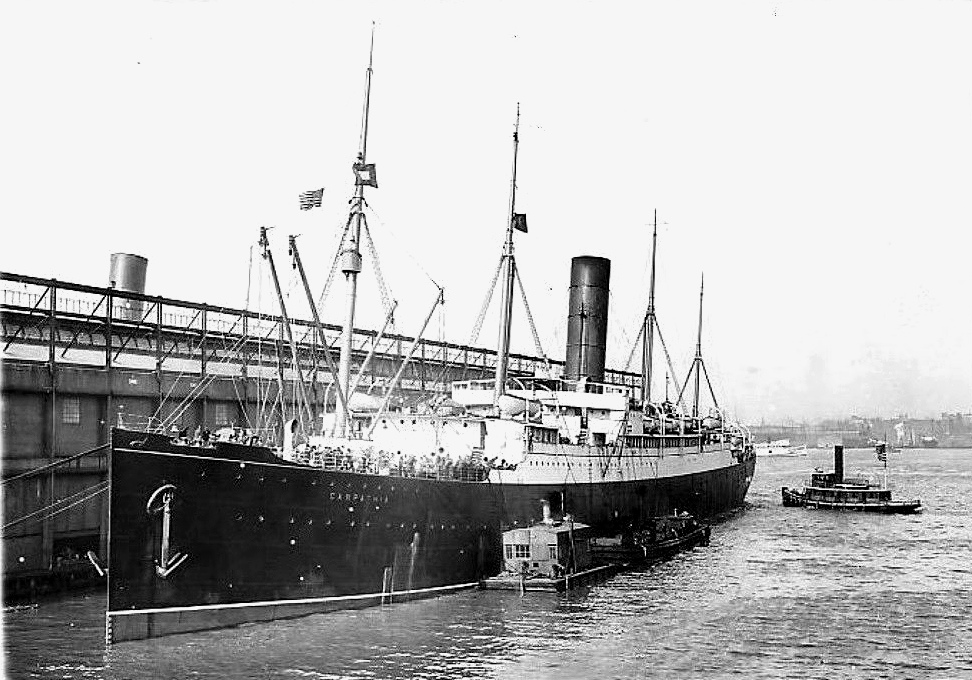
Carpathia vid kajplatsen Chelsea Piers i New York efter undsättningen av överlevande från förlisningen av Titanic i april 1912.